# Florencio Antillón
Francisco Florencio Antillón Moreno (Guanajuato, Guanajuato; 22 de febrero de 1830-Celaya, Guanajuato; 18 de febrero de 1903) fue un militar y político mexicano. Se desempeñó como gobernador de Guanajuato entre 1867 y 1876. Durante su mandato realizó importantes obras cívicas en la ciudad de Guanajuato.

## Biografía
Nace el 22 de febrero de 1830 en la ciudad de Guanajuato, hijo de Manuel Antillón y de Josefa Moreno. Comienza su carrera militar a los 14 años en el 2.º Batallón del 1.º Regimiento de Guanajuato.
Peleó contra la invasión estadounidense y vio acción durante la Guerra de Reforma, peleando por el lado Liberal. El 24 de abril de 1860 participa en Batalla de Loma Alta, como Coronel al mando de la brigada de Guanajuato, bajo el mando del General José López Uraga. Recibe órdenes de ir a Puebla en 1862 pero llega un día después, y no participa en la Batalla de Puebla, pero sí en la derrota de los Republicanos en la Batalla de Barranca Seca.
Antillón se proclamó gobernador de Guanajuato el 17 de septiembre de 1867, siendo reconocido por Juárez. El 26 de enero del mismo año, recuperó la ciudad de Guanajuato que había sido ocupada durante la Segunda Intervención Francesa en México, derrotando al General conservador Feliciano Liceaga. En su paso por Guanajuato en 1870 el explorador estadounidense Albert S. Evans lo describe como "un hombre de apariencia personal espléndida, alto, bien parecido e inteligente."
El 26 de octubre de 1876, siendo gobernador constitucional del estado, reconoció a José María Iglesias como presidente de México en contra de la reelección de Lerdo de Tejada. Se mantuvo en el cargo hasta diciembre de ese año, siendo reemplazado por el gobernador Porfirista Francisco Z. Mena y saliendo del país por un tiempo. En 1879 después de regresar de su exilio en Europa participa en la campaña presidencial de Manuel González Flores, postulándose de nuevo al puesto de gobernador de Guanajuato pero perdiendo ante Manuel Muñoz Ledo. Se retira de la política en su hacienda de Santa María, cerca de Celaya.
Murió el 18 de febrero de 1903 a los 72 años en Celaya. El cadáver de Antillón fue solicitado por el gobernador Joaquín Obregón González para realizar en la capital, de donde era originario, suntuoso homenaje fúnebre y así despedirlo y ser enterrado. Los restos del general Florencio Antillón fueron sepultados a un lado de la tumba de Manuel Doblado, poco después le levantaron uno de los mejores mausoleos, elaborado de mármol de Carrara. La parte superior contiene el busto del general - con una altura de la base al busto por cerca de 4 metros.

## Obras y legado

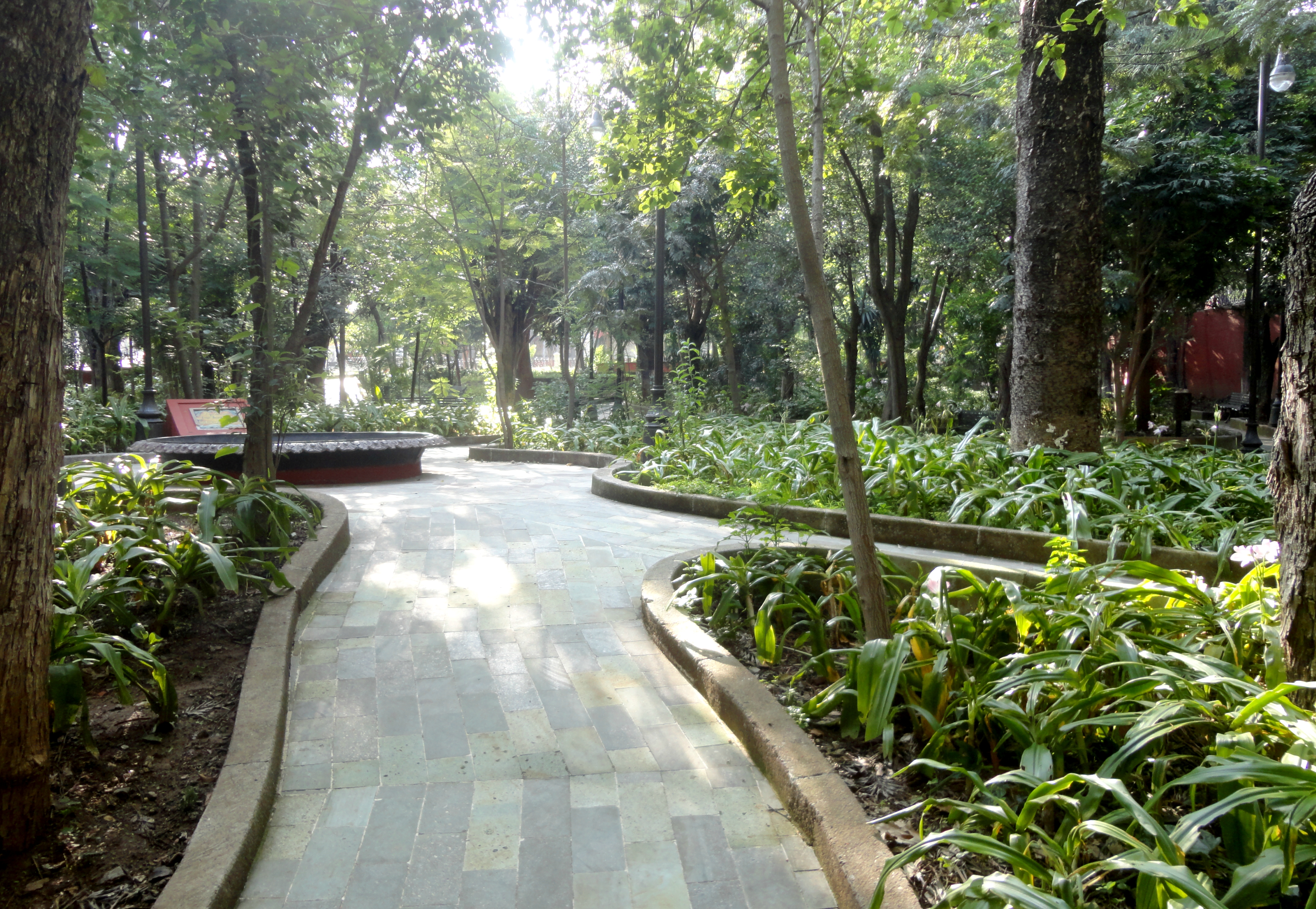
Parque Florencio Antillón

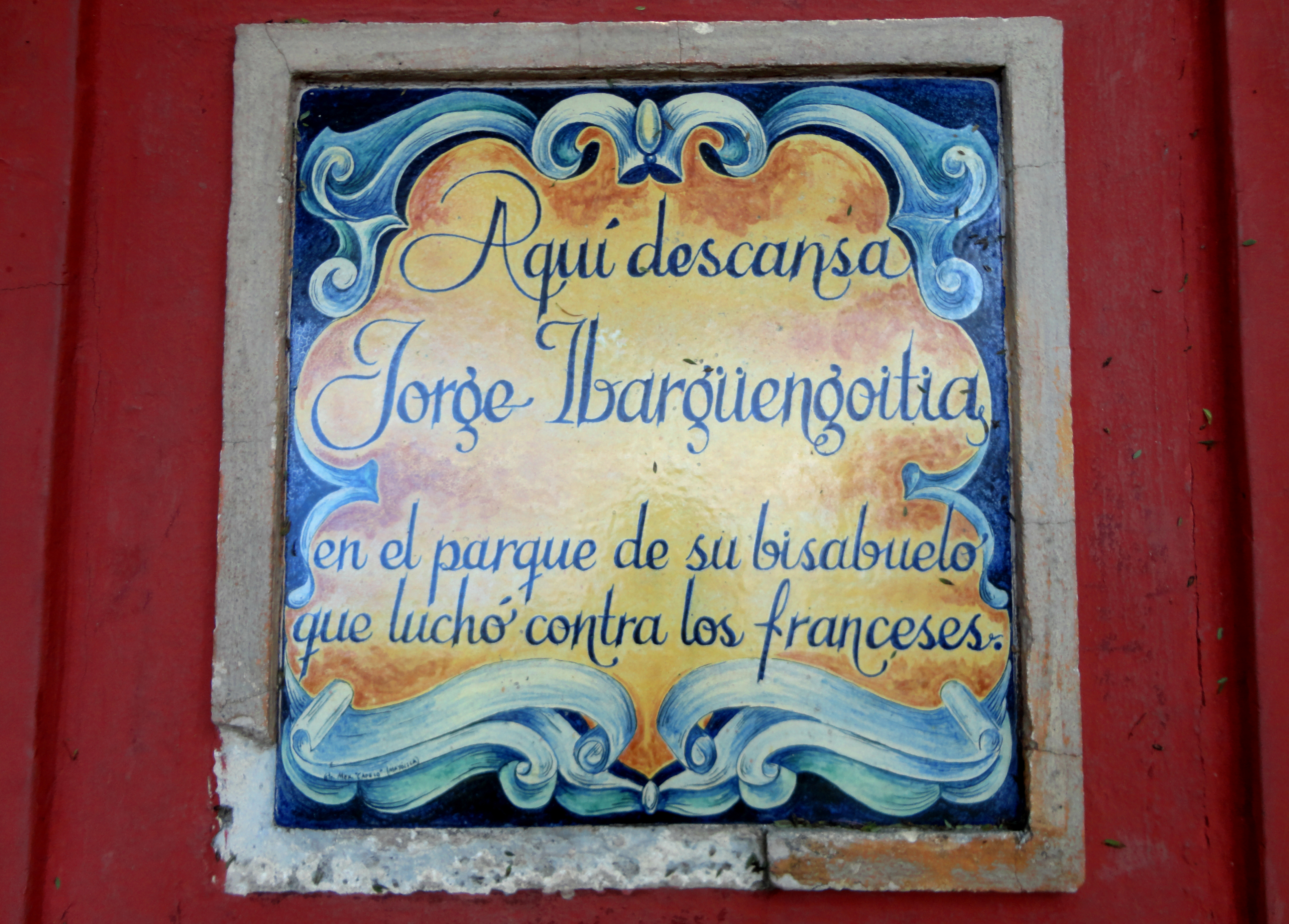
Tumba de Jorge Ibargüengoitia en Parque Florencio Antillón

Dentro de sus principales obras en la ciudad de Guanajuato destacan:
- Decorado y remodelación de los salones del Palacio de Gobierno, estrenados en el baile de año nuevo el 1 de enero de 1871.
- Construcción del túnel del paseo de la Presa de la Olla, desde el puente de Santa Paula hasta la presa de Zaragoza, estrenados en la apertura de la presa (julio 1872). En 1902 el jardín que se encontraba al pie de la Presa de la Olla recibe el nombre oficial "Parque Florencio Antillón". En este parque se encuentra la tumba del escritor Jorge Ibargüengoitia, bisnieto del general Antillón. La placa se refiere a Antillón y dice: "Aquí descansa Jorge Ibargüengoitia en el parque de su bisabuelo que luchó contra los franceses."
- Determinó la edificación del Teatro Juárez (3 de agosto de 1872), e inició su construcción (2 de enero de 1873).
- A fin de continuar el drenaje, ya iniciado con el túnel de la Olla, celebró un contrato con el padre Lucio Marmolejo, quien estaba a cargo de la construcción del templo de la Asunción en el Paseo, para reubicar el templo lo recorrieron unos metros al lugar que actualmente tiene. 
- Obsequió reloj al Templo de la Asunción del paseo de la Presa (octubre de 1875).
- Construyó la bóveda de cristal del edificio central de la Universidad, antes Colegio del Estado, que fue inaugurado junto con ceremonia de entrega de premios a los alumnos (1875).
- Estrenó la escuela Normal de niñas en la calle de Alonso y esquina del callejón de los Arcos, (5 de mayo de 1875, ya fundada en 1873).
- Impulsó el Colegio del Estado haciendo considerables mejoras (1875).
- Reconstruyó el Hospital de Belén (1876), dándole forma y amplitud.